# Smugowiec
Smugowiec (Tamiops) – rodzaj ssaków z podrodziny wiewiórczaków (Callosciurinae) w obrębie rodziny wiewiórkowatych (Sciuridae).

## Rozmieszczenie geograficzne
Rodzaj obejmuje gatunki występujące w Azji (Chińska Republika Ludowa, Indie, Bhutan, Nepal, Mjanma, Laos, Kambodża, Wietnam, Tajlandia i Półwysep Malajski).

## Morfologia
Długość ciała (bez ogona) 113–131 mm, długość ogona 100–111 mm; masa ciała 49,4–87,9 g.

## Systematyka
Rodzaj zdefiniował w 1906 roku amerykański zoolog Joel Asaph Allen w artykule zatytułowanym Ssaki z wyspy Hajnan w Chinach, opublikowanym w czasopiśmie „Bulletin of the American Museum of Natural History”. Gatunkiem typowym jest (oryginalne oznaczenie) smugowiec nadmorski (T. maritimus).

### Etymologia
- Tamiops: rodzaj Tamias Illiger, 1811 (pręgowiec); ωψ ōps, ωπος ōpos ‘wygląd’[1].
- Meinia: Pierre René Mein, francuski paleontolog[2]. Gatunek typowy (oryginalne oznaczenie): †Meinia asiatica Qiu Zhuding, 1981.

### Podział systematyczny
Do rodzaju należą następujące występujące współcześnie gatunki:
| Grafika | Gatunek              | Autor i rok opisu                                                    | Nazwa zwyczajowa       | Podgatunki         | Rozmieszczenie geograficzne | Podstawowe wymiary                               | Status IUCN |
| ------- | -------------------- | -------------------------------------------------------------------- | ---------------------- | ------------------ | --- | ------------------------------------------------ | ----------- |
|         | Tamiops rodolphii    | (A. Milne-Edwards, 1867)                                             | smugowiec kambodżański | 2 podgatunki       | wschodnia Tajlandia, środkowy i południowy Laos, Wietnam oraz Kambodża                                                                                        | DC: 11,7–11,8 cm DO: 10,8–11,1 cm MC: około 56 g | LC          |
|         | Tamiops maritimus    | (Bonhote, 1900)                                                      | smugowiec nadmorski    | 4 podgatunki       | północno-wschodnia Chińska Republika Ludowa (włącznie z wyspa Hajnan), Tajwan, Wietnam oraz Laos; zakres wysokości: 2000–3000 m n.p.m.                        | DC: 11,9–12,1 cm DO: 10,1–10,2 cm MC: 54–56 g    | LC          |
|         | Tamiops swinhoei     | (A. Milne-Edwards, 1874)                                             | smugowiec chiński      | 4 podgatunki       | południowa i wschodnia Chińska Republika Ludowa, północna i północno-wschodnia Mjanma, północny Laos i północny Wietnam; zakres wysokości: 2135–3050 m n.p.m. | DC: około 13 cm DO: około 10 cm MC: około 88 g   | LC          |
|         | Tamiops mcclellandii | (Horsfield, 1840)                                                    | smugowiec himalajski   | gatunek monotypowy | południowo-zachodnia Chińska Republika Ludowa, północno-wschodnie Indie, wschodni Nepal, Bhutan i Mjanma; zakres wysokości: powyżej 700 m n.p.m.              | DC: 9,4–13,7 cm DO: 7,5–11,3 cm MC: 50–69 g      | LC          |
|         | Tamiops barbei       | (E. Blyth, 1847)                                                     |                        | 2 podgatunki       | południowo-zachodnia Chińska Republika Ludowa, Mjanma, Tajlandia, północny Wietnam, północno-zachodni Laos, zachodnia Kambodża i półwyspowa Malezja           | DC: 10–13,1 cm DO: 8,5–16,3 cm MC: 37–51 g       | NE          |
|         | Tamiops minshanicus  | Liu Shaoying, Tang Mingkun, R.W. Murphy, Chen Shunde & Li Song, 2022 |                        | gatunek monotypowy | endemit Chińskiej Republiki Ludowej: znany tylko z rezerwatu przyrody Wanglang (Syczuan); zakres wysokości: 2530–3305 m n.p.m.                                | DC: 12–14 cm DO: 9,4–10,5 cm MC: 73–95 g         | NE          |

Kategorie IUCN:  LC  – gatunek najmniejszej troski;  NE  – gatunki niepoddane jeszcze ocenie.
Opisano również gatunki wymarłe z miocenu Azji:
- Tamiops asiaticus (Qiu Zhuding, 1981)[2]
- Tamiops minor Qiu Zhuding & Li Qiang, 2016[11].